# Артър Балфур
Артър Джеймс Балфур, 1-ви граф на Балфур (на английски: Arthur James Balfour, 1st Earl of Balfour) (25 юли 1848 – 19 март 1930) е британски политик.
Той е 50-ият британски премиер (1902 – 1905), министър на външните работи (1916 – 1919), депутат на Камарата на общините от Консервативната партия.Като основен автор на Закона за образованието, Закона за лицензиране, закупуването на ирландска земя и Комитета за имперска отбрана, Балфур има силни претенции да бъде причислен сред успешните министър-председатели. 
Автор е на известната Декларация Балфур. 